# Intel Core Duo
Intel Core Duo es un microprocesador histórico de sexta generación lanzado en enero del 2006 por Intel, posterior al Pentium D y antecesor al Core 2 Duo. Dispone de dos núcleos de ejecución lo cual hace de este procesador especial para las aplicaciones de subprocesos múltiples y para multitarea. Puede ejecutar varias aplicaciones exigentes simultáneamente, como juegos con gráficos potentes o programas que requieran muchos cálculos, al mismo tiempo que permite descargar música o analizar el PC con un antivirus en segundo plano, por ejemplo.
Este microprocesador implementa 2 MiB de caché compartida para ambos núcleos más un bus frontal de 667 o 553 MHz; además implementa el juego de instrucciones SSE3 y mejoras en las unidades de ejecución de SSE y SSE2. Sin embargo, el desempeño con enteros es ligeramente inferior debido a su caché con mayor latencia, además no es compatible con EM64T por lo que sólo trabaja a 32 bits.
El Core Duo contiene 151 millones de transistores, incluyendo a la memoria caché de 2MiB. El núcleo de ejecución del procesador contiene un pipeline de 12 etapas con velocidades previstas de ejecución entre 1,06 y 2,50 GHz. La comunicación entre la caché L2 y los dos núcleos de ejecución es controlada por un módulo de bus árbitro que elimina el tráfico de coherencia a través del bus frontal (FSB), con el costo de elevar la latencia de la comunicación de núcleo-a-L2 de 10 ciclos de reloj (en el Pentium M) a 14 ciclos de reloj. El incremento de la frecuencia de reloj contrapesa el impacto del incremento en la latencia.
Intel Core Duo fue el primer microprocesador de Intel usado en las computadoras Apple Macintosh. 
Existe también una versión con sólo un núcleo denominada Core Solo.

## Aclaraciones
Se suelen confundir tanto Pentium D como Pentium Dual-Core llamándolos erróneamente Core Duo. Esto no debe ser así, ya que si bien estos procesadores son de doble núcleo, las arquitecturas de estos son muy distintas.
El Pentium D está basado en la arquitectura Netburst que es la misma del Pentium 4, el Core Duo a pesar de ser de la misma familia que el Core 2 Duo, es de una arquitectura antecesora y con diferencias importantes, además de ser sólo de 32 bits, mientras que el Pentium Dual-Core es un Core 2 Duo de núcleo Allendale o Wolfdale pero con la caché y bus recortados.
- Datos: Q1502020